# يوليان دراكسلر

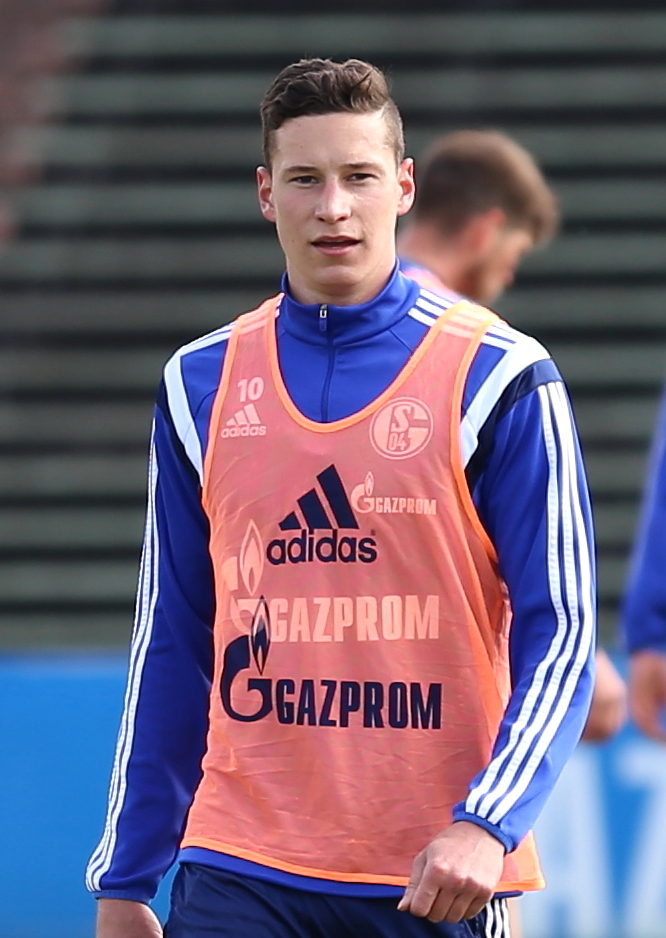
دراكسلر مع نادي شالكه 04 عام 2015

يوليان دراكسلر أو جوليان دراكسلر (بالألمانية: Julian Draxler) من مواليد 20 سبتمبر 1993 في غلادبك) هو لاعب كرة قدم دولي ألماني يلعب لصالح النادي الأهلي الذي ينافس في دوري نجوم قطر. سبق له تمثيل نادي بنفيكا البرتغالي معاراً من نادي باريس سان جيرمان المنافس في دوري الدرجة الأولى الفرنسي قادماً إليه من نادي فولفسبورغ الذي لعب له لمدة موسم ونصف، وكان يتواجد قبل ذلك في صفوف نادي شالكه 04 منذ بداية مسيرته الاحترافية عام 2011، يجيد دراكسلر اللعب في خط الوسط، ووخط الوسط الهجومي.
في 26 مايو 2012 شارك دراكسلر للمرة الأولى مع منتخب ألمانيا في مباراة خسرها 5–3 من سويسرا كبديل للوكاس بودولسكي في الدقيقة الثانية والستين، وحقق لقب كأس العالم 2014 إلى جانب الماكينات.
ويمتاز اللاعب يوليان بالقدرة على اللعب بكلتا القدمين، كما يمتاز بسرعته الفائقة وتسديداته القوية.

## مرحلة الشباب
بدأ دراكسلر مسيرته في عالم الكرة وهو في سن الخامسة مع فريق محلي يُدعى BV Rentfort حتى عام 1998 وقت انتقاله لفريق ثانٍ يُدعى SSV Buer 07/28 حتى عام 2001 حين انتقل لشباب فريق شالكه 04، واستمرّ هناك حتى تمت ترقيته للفريق الأول للنادي الأزرق عام 2011.

## المسيرة الإحترافية

### شالكه
بعد إكماله لسبعة عشر ربيعاً قام المدرب فيليكس ماغات بمنح يوليان أول مشاركة له مع الفريق الأول في يناير من العام 2011 وشارك في النصف الثاني من الموسم في 24 مباراة في مختلف البطولات، مُسجّلاً ثلاثة أهداف،

وفي موسمه الثاني في الفريق الأول (2011–12) لعب يوليان في 46 مباراة مُسجّلاً 5 أهداف،

وتحسّنت أراقامه في الموسم الموالي بتسجيله لثلاثة عشر هدفاً من 39 مباراة،

### باريس سان جيرمان
في الرابع والعشرين من ديسمبر 2016 أعلن فولفسبورغ عبر موقعه الرسمي عن انتقال دراكسلر إلى نادي العاصمة الفرنسية باريس سان جيرمان، قبل أن يُعلن النادي الباريسي عن ضمّه يوم الثالث من يناير 2017 وربطه بعقد يمتدّ أربعة مواسم ونصف (حتى صيف 2021).

## وصلات خارجية
- الموقع الرسمي (بالألمانية)

- يوليان دراكسلر على موقع الاتحاد الدولي (مؤرشف)  (الإنجليزية)
- يوليان دراكسلر على موقع الاتحاد الأوربي (الإنجليزية)
- يوليان دراكسلر على موقع إي إس بي إن إف سي (الإنجليزية)
- يوليان دراكسلر على موقع قاعدة بيانات كرة القدم.إي يو (الإنجليزية)
- يوليان دراكسلر على موقع بيانات كرة القدم. دي إي (الألمانية)
- يوليان دراكسلر على موقع ليكيب (الفرنسية)
- يوليان دراكسلر على موقع ناشيونال فوتبول تيمز (الإنجليزية)
- يوليان دراكسلر على موقع Soccerbase.com (لاعب) (الإنجليزية)
- يوليان دراكسلر على موقع Soccerway.com (الإنجليزية)
- يوليان دراكسلر على موقع عالم كرة القدم.نت (الإنجليزية)
- جوليان دراكسلر - صفحة اللاعب على موقع كووورة